# Конажини (гміна)
Гміна Конажини (пол. Gmina Konarzyny) — сільська гміна у північній Польщі. Належить до Хойницького повіту Поморського воєводства.
Станом на 31 грудня 2011 у гміні проживало 2290 осіб.

## Територія
Згідно з даними за 2007 рік площа гміни становила 104.27 км², у тому числі:
- орні землі: 38.00%
- ліси: 54.00%

Таким чином, площа гміни становить 7.64% площі повіту.

## Населення
Станом на 31 грудня 2011:
| Опис     | Загалом | Загалом | Чоловіки | Чоловіки | Жінки | Жінки |
| -------- | ------- | ------- | -------- | -------- | ----- | ----- |
| одиниця  | осіб    | %       | осіб     | %        | осіб  | %     |
| все      | 2290    | 100     | 1162     | 50.74    | 1128  | 49.26 |
| міське   | 0       | 100     | 0        |          | 0     |       |
| сільське | 2290    | 100     | 1162     | 50.74    | 1128  | 49.26 |

## Сусідні гміни
Гміна Конажини межує з такими гмінами: Ліпниця, Пшехлево, Хойніце, Члухув.